# Гелен Джеймсон
Гелен Джеймсон  (англ. Helen Jameson, 25 вересня 1963) — британська плавчиня, олімпійська медалістка.

## Виступи на Олімпіадах
| Олімпіада   | Дисципліна                      | Місце     |
| ----------- | ------------------------------- | --------- |
| Москва 1980 | плавання на 100 метрів на спині | 6 h4 r1/2 |
| Москва 1980 | плавання на 200 метрів на спині | 4 h2 r1/2 |
| Москва 1980 | комплексна естафета 4 × 100     | 2         |